# Murgești
Murgești è un comune della Romania di 1 096 abitanti, ubicato nel distretto di Buzău, nella regione storica della Muntenia.
Il comune è formato dall'unione di 3 villaggi: Batogu, Murgești, Valea Ratei.